# 800 meter för damer i friidrott vid olympiska sommarspelen 2004
800 m damer vid Olympiska sommarspelen 2004 genomfördes vid Atens olympiska stadion mellan den 20 och 23 augusti.

## Medaljörer
| Event     | Guld                        | Guld    | Silver                 | Silver  | Brons                    | Brons   |
| 800 meter | Kelly Holmes Storbritannien | 1.56,38 | Hasna Benhassi Marocko | 1.56,43 | Jolanda Čeplak Slovenien | 1.56,43 |

## Resultat
Från de sex försöksheaten gick de tre främsta i varje heat samt de sex bästa tiderna därutöver vidare till semifinalerna.

Från de tre semifinalerna gick de två främsta från varje heat samt de två bästa tiderna därutöver till finalen.
Alla tider visas i minuter och sekunder.

- Q innebär avancemang utifrån placering i heatet.
- q innebär avancemang utifrån total placering.
- DNS innebär att personen inte startade.
- DNF innebär att personen inte fullföljde.
- DQ innebär diskvalificering.
- NR innebär nationellt rekord.
- OR innebär olympiskt rekord.
- WR innebär världsrekord.
- WJR innebär världsrekord för juniorer
- AR innebär världsdelsrekord (area record)
- PB innebär personligt rekord.
- SB innebär säsongsbästa.

### Försöksheat
| Placering | Heat | Idrottare               | Land             | Tid     | Noteringar |
| --------- | ---- | ----------------------- | ---------------- | ------- | ---------- |
| 1         | 2    | Maria Cioncan           | Rumänien         | 1.59,64 | Q, PB      |
| 2         | 2    | Agnes Samaria           | Namibia          | 2.00,05 | Q          |
| 3         | 2    | Élisabeth Grousselle    | Frankrike        | 2.00,31 | Q          |
| 4         | 2    | Natalja Chrusjtjeljova  | Ryssland         | 2:00.56 | q          |
| 5         | 5    | Jolanda Čeplak          | Slovenien        | 2:00.61 | Q          |
| 6         | 3    | Kelly Holmes            | Storbritannien   | 2:00.81 | Q          |
| 6         | 5    | Mayte Martínez          | Spanien          | 2:00.81 | Q          |
| 8         | 5    | Nicole Teter            | USA              | 2:01.16 | Q          |
| 9         | 2    | Diane Cummins           | Kanada           | 2:01.19 | q          |
| 10        | 1    | Hasna Benhassi          | Marocko          | 2:01.20 | Q          |
| 11        | 3    | Jearl Miles-Clark       | USA              | 2:01.33 | Q          |
| 12        | 5    | Luciana de Paula Mendes | Brasilien        | 2:01.36 | q          |
| 13        | 1    | Maria Mutola            | Moçambique       | 2:01.50 | Q          |
| 14        | 3    | Michelle Ballentine     | Jamaica          | 2:01.52 | Q          |
| 15        | 3    | Letitia Vriesde         | Surinam          | 2:01.70 | q          |
| 16        | 1    | Tetiana Petljuk         | Ukraina          | 2:02.07 | Q          |
| 17        | 1    | Marian Burnett          | Guyana           | 2:02.12 | q          |
| 18        | 5    | Lucia Klocova           | Slovakien        | 2:02.17 | q          |
| 19        | 1    | Nedia Semedo            | Portugal         | 2:02.61 |            |
| 20        | 3    | Tamsyn Lewis            | Australien       | 2:02.67 |            |
| 21        | 2    | Miho Sugimori           | Japan            | 2:02.82 |            |
| 22        | 5    | Binnaz Uslu             | Turkiet          | 2:03.46 |            |
| 23        | 4    | Svetlana Tjerkasova     | Ryssland         | 2:03.60 | Q          |
| 24        | 4    | Mina Aït Hammou         | Marocko          | 2:03.70 | Q          |
| 25        | 4    | Joanne Fenn             | Storbritannien   | 2:03.72 | Q          |
| 26        | 6    | Tatjana Andrianova      | Ryssland         | 2:03.77 | Q          |
| 27        | 4    | Claudia Gesell          | Tyskland         | 2:03.87 |            |
| 28        | 6    | Seltana Aït Hammou      | Marocko          | 2:03.95 | Q          |
| 29        | 4    | Akosua Serwaa           | Ghana            | 2:03.96 |            |
| 30        | 6    | Zulia Calatayud         | Kuba             | 2:03.99 | Q          |
| 31        | 6    | Anita Bragger           | Schweiz          | 2:04.00 |            |
| 32        | 6    | Hazel Clark             | USA              | 2:05.67 |            |
| 33        | 6    | Noelly Mankatu Bibiche  | Kongo-Kinshasa   | 2:06.23 |            |
| 34        | 4    | Faith Macharia          | Kenya            | 2:06.31 |            |
| 35        | 3    | Tatjana Roslanova       | Kazakstan        | 2:06.39 |            |
| 36        | 1    | Olga Cristea            | Moldavien        | 2:08.97 |            |
| 37        | 2    | Adama Njie              | Gambia           | 2:10.02 |            |
| 38        | 1    | Marlyse Nsourou         | Gabon            | 2:12.35 | NR         |
| 39        | 6    | Tanya Blake             | Malta            | 2:19.34 |            |
| 40        | 5    | Marie-Lyne Joseph       | Dominica         | 2:20.23 |            |
| 41        | 4    | Emilia Mikue Ondo       | Ekvatorialguinea | 2:22.88 |            |
| 42        | 3    | Sanna Abubkheet         | Palestina        | 2:32.10 |            |
| 99        | 3    | Anhel Cape              | Guinea-Bissau    | DNF     |            |

### Semifinaler

#### Semifinal 1
| Placering | Idrottare            | Land           | Tid     | Noteringar |
| --------- | -------------------- | -------------- | ------- | ---------- |
| 1         | Kelly Holmes         | Storbritannien | 1.57,98 | Q, SB      |
| 2         | Tatjana Andrianova   | Ryssland       | 1.58,41 | Q          |
| 3         | Jearl Miles-Clark    | USA            | 1.58,71 | q          |
| 4         | Zulia Calatayud      | Kuba           | 1:59.21 | q, SB      |
| 5         | Agnes Samaria        | Namibia        | 1:59.37 | SB         |
| 6         | Élisabeth Grousselle | Frankrike      | 2:00.21 |            |
| 7         | Mina Aït Hammou      | Marocko        | 2:00.66 |            |
| 8         | Michelle Ballentine  | Jamaica        | 2:00.94 |            |

#### Semifinal 2
| Placering | Idrottare              | Land      | Tid     | Noteringar |
| --------- | ---------------------- | --------- | ------- | ---------- |
| 1         | Hasna Benhassi         | Marocko   | 1.58,59 | Q, SB      |
| 2         | Jolanda Čeplak         | Slovenien | 1.58,80 | Q          |
| 3         | Tetiana Petljuk        | Ukraina   | 1.59,48 | PB         |
| 4         | Nicole Teter           | USA       | 1:59.50 |            |
| 5         | Natalja Chrusjtjeljova | Ryssland  | 2:00.68 |            |
| 6         | Lucia Klocova          | Slovakien | 2:00.79 | SB         |
| 7         | Marian Burnett         | Guyana    | 2:02.21 |            |
| 8         | Mayte Martínez         | Spanien   | 2:03.30 |            |

#### Semifinal 3
| Placering | Idrottare               | Land           | Tid     | Noteringar |
| --------- | ----------------------- | -------------- | ------- | ---------- |
| 1         | Maria Mutola            | Moçambique     | 1.59,30 | Q          |
| 2         | Maria Cioncan           | Rumänien       | 1.59,44 | Q, PB      |
| 3         | Svetlana Tjerkasova     | Ryssland       | 1.59,80 |            |
| 4         | Diane Cummins           | Kanada         | 2:00.30 |            |
| 5         | Joanne Fenn             | Storbritannien | 2:00.60 |            |
| 6         | Seltana Aït Hammou      | Marocko        | 2:00.64 |            |
| 7         | Luciana de Paula Mendes | Brasilien      | 2:02.00 |            |
| 8         | Letitia Vriesde         | Surinam        | 2:06.95 |            |

### Final
| Placering | Idrottare          | Land           | Tid     | Noteringar |
| --------- | ------------------ | -------------- | ------- | ---------- |
| 1         | Kelly Holmes       | Storbritannien | 1.56,38 | SB         |
| 2         | Hasna Benhassi     | Marocko        | 1.56,43 | NR         |
| 3         | Jolanda Čeplak     | Slovenien      | 1.56,43 | SB         |
| 4         | Maria Mutola       | Moçambique     | 1.56,51 | SB         |
| 5         | Tatjana Andrianova | Ryssland       | 1.56,88 |            |
| 6         | Jearl Miles-Clark  | USA            | 1.57,27 | SB         |
| 7         | Maria Cioncan      | Rumänien       | 1.59,62 |            |
| 8         | Zulia Calatayud    | Kuba           | 2.00,95 |            |

## Rekord

### Världsrekord
- Jarmila Kratochvílová, Tjeckslovakien - 1.53,28 - 26 juli 1983 - München, Tyskland

### Olympiskt rekord
- Nadezjda Olizarenko, Sovjetunionen – 1.53,43 - 27 juli 1980 - Moskva, Ryssland

## Tidigare vinnare

### OS
- 1896 – 1956: Inga tävlingar
- 1960 i Rom: Ljudmila Sjevtsova, Sovjetunionen – 2.04,3
- 1964 i Tokyo: Ann Packer, Storbritannien – 2.01,1
- 1968 i Mexico City: Madeleine Manning, USA – 2.00,9
- 1972 i München: Hildegard Falck, Västtyskland – 1.58,6
- 1976 i Montréal: Tatjana Kazankina, Sovjetunionen – 1.54,94
- 1980 i Moskva: Nadezjda Olizarenko, Sovjetunionen – 1.53,43
- 1984 i Los Angeles: Doine Melinte, Rumänien – 1.57,60
- 1988 i Seoul: Sigrun Wodars, DDR – 1.56,10
- 1992 i Barcelona: Ellen van Langen, Nederländerna – 1.55,54
- 1996 i Atlanta: Svetlana Masterkova, Ryssland – 1.57,73
- 2000 i Sydney: Maria de Lourdes Mutola, Moçambique – 1.56,15

### VM
- 1983 i Helsingfors: Jarmila Kratochvílová, Tjeckoslovakien – 1.54,68
- 1987 i Rom: Sigrun Wodars, DDR – 1.55,26
- 1991 i Tokyo: Lilija Nurutdinova, Sovjetunionen, 1.57,50
- 1993 i Stuttgart: Maria de Lourdes Mutola, Moçambique – 1.55,43
- 1995 i Göteborg: Ana Quirot, Kuba – 1.56,11
- 1997 i Aten: Ana Quirot, Kuba – 1.57,14
- 1999 i Sevilla: Ludmila Formanova, Tjeckoslovakien – 1.56,68
- 2001 i Edmonton: Maria de Lourdes Mutola, Moçambique – 1.57,17
- 2003 i Paris: Maria de Lourdes Mutola, Moçambique – 1.59,89